# Ferdinand Coudray
Ferdinand Coudray  (5 de gener del 1882 - 1962) va ser alcalde de Perpinyà durant la Segona Guerra Mundial. Havia fet carrera a la Sanitat Militar, on tenia la graduació de "Médecin Général" (equivalent en grau a un general de brigada).

## Biografia
El 1902 es presentà a les proves per entrar a l'Escola del servei de Sanitat Militar, i es doctorà en medicina a la Universitat de Lió el 1905 amb la tesi Des luxations de l'épaule dites congénitales. Durant la primera guerra mundial era "médecin-major" de 2a. classe a l'hospital de Tessalònica quan, al juliol del 1917, fou (novament) esmentat a l'ordre del dia perquè:
| «                                                         | s'est acquis de nombreux titles militaires dans le service régimentaire et dans les formations sanitaires de l'avant. A pris part aux combats autour de Metzeral et du Ban-de-Sapt. Antérieurement cité au Bulletin officiel pour sa brillante conduite dans les combats du Haut-Guir (Maroc). Actuellement au centre hospitalier, s'est montré organizateur précis et complet, faisant face aux plus hautes difficultés de tout ordre. | » |
| — Citació, al Journal Officiel de la République Française | |   |

Estava destinat al 157è regiment d'infanteria (a Barceloneta de Provença) quan el 1919 va ser transferit a l'escola de sanitat militar de Lió; encara hi era el 1921, en ascendir a "médecin-major" de 1a. classe. El 1930 era comandant a la direcció de serveis del ministeri de la guerra quan obtingué el grau de tinent coronel mèdic i, abans, de ser transferit a Perpinyà com a metge en cap i president de la comissió de reforma de l'hospital militar de la ciutat. El 1934 encara romania a l'hospital (en aquell moment mixt civil-militar) quan fou nomenat coronel.
El 24 juny del 1938 fou ascendit a "Médecin Général" director adjunt de Serveis Mèdics del Ministeri de Defensa, i a l'agost del mateix any va ser destinat a Rouen com a director del servei de sanitat de la 3a. regió militar.

### Alcalde de Perpinyà
Fou nomenat pel govern de Vichy per ocupar l'alcaldia de Perpinyà el 4 de març del 1941, després d'un fugaç Antoine Castillon. Portà a terme la remodelació de la plaça de darrere l'oficina de Correus, que dedicà al coronel Arbanère, un militar  mort a la primera guerra mundial. A l'Alliberament de Perpinyà, el 19 d'agost del 1944, a en Coudray el substituí el resistent Félix Mercader.

### Distincions
Havia estat distingit amb els nomenaments de cavaller (1 d'abril del 1917) i oficial de la Legió d'Honor. Aquest darrer, el 1931, per "29 anys de servei, 9 campanyes i dues citacions". També rebé el títol honorífic d'"Officier d'académie" el 1927 amb la indicació dels mèrits que l'en feien creditor: "médecin-major de 1re classe a Paris, conférencier, auteur de publications scientifiques". I el 1937 fou nomenat "Officier d'instruction publique" pels "services rendus à l'enseignement et aux sciences"